# Стасинопулос, Михаил
Михаи́л Стасино́пулос (греч. Μιχαήλ Στασινόπουλος; 27 июля [9 августа] 1903, Месини — 31 октября 2002, Афины) — греческий писатель, переводчик, учёный и политический деятель. Вскоре после свержения греческой хунты «чёрных полковников» назначен парламентом на должность временного президента Греции вместо представителя хунты Федона Гизикиса. Занимал эту должность с 18 декабря 1974 по 19 июня 1975 года. Первый президент Третьей Греческой республики. Является одним из самых долгоживших руководителей глав государств и правительств в мире. Самый долгоживущий президент Греции.

## Биография
Родился в Месини 27 июля 1903 года.

### Академическая карьера
В 1924 году окончил юридический факультет в Афинском университете. В 1929 году он стал председателем Государственного совета. В 1934 году получил докторскую степень афинского юридического факультета, а в 1943 году стал государственным советником.
С 1951 по 1958 год Стасинопулос был преподавателем и ординарным профессором административного права в Университете Пантеон, в котором между 1951 и 1957 годами был его ректором. В 1959 году он был удостоен звания почетного доктора университетов Бордо и Парижа. В 1968 году Михаил был избран членом Афинской академии по классу этических и политических наук. Он был членом Группы двенадцати, а также издателем научного журнала «Обзор публичного права и административного права». В 1978 году Стасинопулос был избран президентом Афинской академии, а в 1993 году — президентом дисциплинарного совета Национального общества греческих писателей.

### Судебная карьера
В 1947 году он был назначен политическим советником военной администрации острова Додеканес на переходном этапе, который выступал посредником до интеграции островов в Грецию. С 1948 по 1951 год был председателем комитета по разработке Кодекса гражданской службы. С 1966 по 1969 год был председателем Государственного совета; ему пришлось уйти в отставку, когда он отклонил решение о легитимности режима полковников. В 1975 году он был восстановлен в судебной системе в качестве почётного президента Государственного совета. С 1976 по 1978 год Стасинопулос работал специальным судьёй в Международном суде ООН в Гааге. Также в 1969 и 1970 годах он был назначен президентом Государственного совета Франции Рене Кассеном на Нобелевскую премию мира в качестве главы греческих судей за то, как они обращались с хунтой. В последние годы Стасинопулос избавился от своих активов и основал Фонд административного права М. Стасинопулу в Психиконе с целью присуждения стипендий в области публичного права.

### Политическая карьера
В декабре 1974 года парламент Греции избрал его первым президентом страны после 7 лет военной диктатуры.
В 1952 году он впервые занял правительственный пост в качестве министра президентства в временном правительстве Димитриоса Киусопулоса. Он также занимал пост временного министра президентства в правительстве Константиноса Георгакопулоса в 1958 году. Он также был президентом Национального фонда радио с 1951 по 1953 год и Национальной оперы Греции с 1953 по 1954 год. В 1974 году, на первых выборах после правления хунты, он был избран первым «членом государства» в ходе голосования за «Новую демократию». Он ушёл в отставку 18 декабря, через 10 дней после референдума 1974 года, который упразднил монархию, когда новый парламент избрал его временным президентом Греческой Республики 206 голосами. Его президентский срок продлился до 20 июня 1975 года, когда этот пост занял Константинос Цацос.
Президентство Стасинопулоса характеризуется его сдержанным присутствием на политической сцене, его отождествлением с политикой правительства, поскольку ему не нужно было принимать никаких решений, имеющих ключевое значение, в то время как любое государственное вмешательство было вдохновлено правительством. Британская газета The Times называет его «одним из тех невоспетых и способных людей, которые поддерживали функционирование греческого государственного механизма в неспокойные десятилетия середины XX века, когда высокопоставленные политики попадали в заголовки газет и вызывали большую турбулентность».

### Литературная карьера
В 1920 году Стасинопулос появился на литературной сцене со стихами и переводами французских поэтов в журнале «Муса», впервые назвав свое имя, поскольку ранее он публиковал стихи под псевдонимом «Мессинский берег» в журнале «Детское телосложение».
Умер в Афинах 31 октября 2002 года.

## Сочинения

#### Очерки
- Закон об административных актах (греч. Δίκαιον των διοικητικών πράξεων; 1950)
- Гражданская ответственность государства, госслужащих и юридических лиц в соответствии с Гражданским кодексом (греч. Αστική ευθύνη του κράτους των δημοσίων υπαλλήλων καί των νομικών προσώπων κατά τον αστικό κώδικα; 1950)
- Закон об административных спорах (греч. Το δίκαιον των διοικητικών διαφορών; 1954)
- Курсы административного права (греч. Μαθήματα διοικητικού δικαίου; 1966)
- Картина души и закон волков (греч. Το πινάκιον ψυχής και ο νόμος των λύκων; 1973)
- 3 голосами против 2 (греч. Με ψήφους 3 εναντίον 2; 1977)
- Страницы политической истории современного эллинизма (греч. Σελίδες από την πολιτική ιστορία του νεώτερου ελληνισμού; 1978)

#### Стихотворения
- Стихи (греч. Ποιήματα; 1949)

#### Прозы
- Страна с голубыми озерами (греч. Η χώρα με τις γαλάζιες λίμνες; 1947)
- Наш товарищ (греч. Η συντροφιά μας; 1973)
- Суд (греч. Η δίκη; 1977)